# Liste der Straßen und Plätze in Altfranken

Lage der Gemarkung Altfranken in Dresden

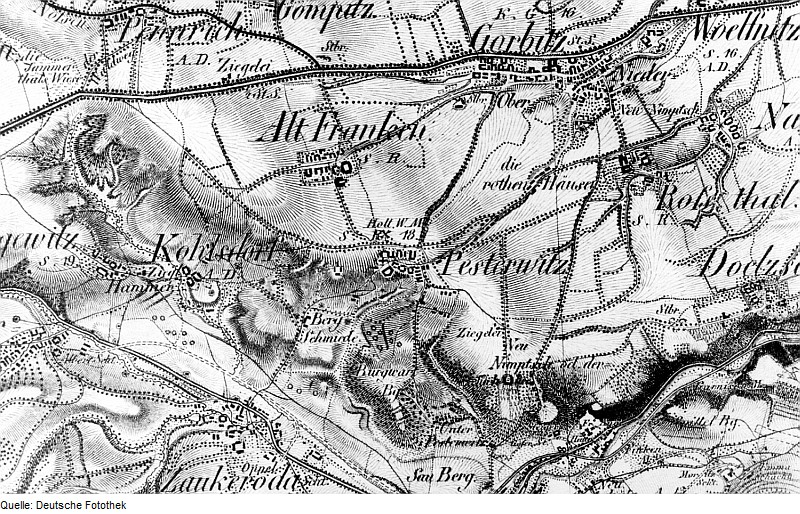
Altfranken mit den Straßen und Wegen der Umgebung auf der Oberreitschen Karte aus dem 19. Jahrhundert

Die Liste der Straßen und Plätze in Altfranken beschreibt das Straßensystem in der Dresdner Ortschaft Altfranken mit den entsprechenden historischen Bezügen. Aufgeführt sind Straßen, die im Gebiet der Gemarkung Altfranken liegen. Kulturdenkmale in der Gemarkung Altfranken sind in der Liste der Kulturdenkmale in Altfranken aufgeführt.
Altfranken gehört zum statistischen Stadtteil Gompitz/Altfranken der sächsischen Landeshauptstadt Dresden. Wichtigste Straße in der Altfrankener Flur ist die Bundesautobahn 17 (Europastraße 55) auf ihrem Abschnitt zwischen den Anschlussstellen Dresden-Gorbitz und -Südvorstadt. Sie teilt die Gemarkung von Ost nach West in zwei etwa gleich große Stücke und verläuft unterm Altfrankener Park im Tunnel Altfranken. Rund 400 Meter weiter nördlich verläuft – fast parallel zur Autobahn ebenfalls in Ost-West-Richtung – die vierspurig und höhenfrei als Autobahnzubringer ausgebaute Coventrystraße als Teil der Bundesstraße 173. Insgesamt gibt es in Altfranken 19 benannte Straßen, die in der folgenden Liste aufgeführt sind. Zusätzlich gab es den um das Jahr 2000 begrünten Altfrankener Schmiedeweg, benannt nach der einst dort gelegenen  Schmiede des Dorfs.

## Legende
Die nachfolgende Tabelle gibt eine Übersicht über die vorhandenen Straßen und Plätze im Ortsteil sowie einige dazugehörige Informationen. Im Einzelnen sind dies:
- Name/Lage: Aktuelle Bezeichnung der Straße oder des Platzes sowie unter ‚Lage‘ ein Koordinatenlink, über den die Straße oder der Platz auf verschiedenen Kartendiensten angezeigt werden kann. Die Geoposition gibt dabei ungefähr die Mitte der Straße an.
- Länge/Maße in Metern: Die in der Übersicht enthaltenen Längenangaben sind nach mathematischen Regeln auf- oder abgerundete Übersichtswerte, die in Google Earth mit dem dortigen Maßstab ermittelt wurden. Sie dienen eher Vergleichszwecken und werden, sofern amtliche Werte bekannt sind, ausgetauscht und gesondert gekennzeichnet. Bei Plätzen sind die Maße in der Form a × b dargestellt. Der Zusatz ‚im Stadtteil‘ bzw. ‚im Ortsteil‘ gibt an, wie lang die Straße innerhalb des Stadt-/Ortsteils ist, sofern sie durch mehrere Stadt-/Ortsteile verläuft.
- Namensherkunft: Ursprung oder Bezug des Namens.
- Jahr der Benennung: Zeitpunkt, zu dem die Straße ihren heute gültigen Namen erhielt (sofern bekannt).
- Anmerkungen: Weitere Informationen bezüglich anliegender Institutionen, der Geschichte der Straße, historischer Bezeichnungen, Baudenkmalen usw.
- Bild: Foto der Straße.

## Straßenverzeichnis
| Name/Lage                    | Länge/Maße | Namensherkunft | Jahr der Benennung | Anmerkungen | Bild                    |
| ---------------------------- | ---------- | --- | ------------------ | --- | ----------------------- |
| Altfrankener Dorfstraße Lage |            | Dorf Altfranken |                    | An der Altfrankener Dorfstraße liegt der Dorfkern von Altfranken, das als Straßenangerdorf entstand. | Altfrankener Dorfstraße |
| Altfrankener Höhe Lage       |            | Lage im höchstgelegenen Teil der Flur                                                                              |                    | An der Altfrankener Höhe und Am Kirschplan befindet sich ein Wohngebiet. | Altfrankener Höhe       |
| Am Kirschplan Lage           |            | Flurname Kirschplan                                                                                                |                    | An der Altfrankener Höhe und Am Kirschplan befindet sich ein Wohngebiet. | Am Kirschplan           |
| Am Lucknerpark Lage          |            | Lage am Lucknerpark, benannt nach den Grafen von Luckner, die das Altfrankener Schloss besaßen                     |                    | Auch der Straßenname Am Altfrankener Park im benachbarten Gorbitz bezieht sich auf diesen Park. | Am Lucknerpark          |
| Am Rittergut Lage            |            | Lage auf dem Gelände des ehemaligen Ritterguts                                                                     |                    | Am Rittergut entstand nach 2000 eine Wohnsiedlung. | Am Rittergut            |
| Buchenhain Lage              |            | Lage an einem mit Buchen bestandenen Hain                                                                          |                    | Die Straße Buchenhain entstand 1998 im Zusammenhang mit dem Bau des Wohnparks „Altfrankener Höhe“. | Buchenhain              |
| Coventrystraße Lage          |            | Coventry, britische Partnerstadt von Dresden                                                                       |                    | Die Coventrystraße ist Teil der Bundesstraße 173. | Coventrystraße          |
| Halankweg Lage               |            | Arthur Curt Halank (1865–1926), erster Lehrer der Altfrankener Schule                                              |                    | Der Halankweg wurde 1998 zur Erschließung der dortigen Neubausiedlung angelegt. | Halankweg               |
| Haufes Berg Lage             |            | Haufe, früherer Grundbesitzer                                                                                      |                    | Die Straße hieß von 1971 bis 1990 „nach einem verdienstvollen Genossen“ Oswald-Seidel-Weg. Haufes Berg, an dessen nordöstlichem Abschnitt noch einige Gebäude aus der dörflichen Vergangenheit Altfrankens stehen, wurde 1998 zur Erschließung einer neuen Wohnsiedlung in südlicher und westlicher Richtung verlängert. | Haufes Berg             |
| Heinrich-Klemm-Weg Lage      |            | Heinrich Klemm (1819–1886), Mitbegründer der Europäischen Moden-Akademie Dresden, Stifter der Schule in Altfranken |                    | Die Straße hieß von 1971 bis 1990 „nach einem verdienstvollen Genossen“ Max-Körner-Weg. | Heinrich-Klemm-Weg      |
| Kastanienweg Lage            |            | Kastanien, Pflanzengattung                                                                                         |                    | Der Kastanienweg entstand 1998 im Zusammenhang mit dem Bau des Wohnparks „Altfrankener Höhe“. | Kastanienweg            |
| Kesselsdorfer Straße Lage    |            | Kesselsdorf |                    | Die Kesselsdorfer Straße ist heute nur noch eine Anliegerstraße entlang der nördlichen Flurgrenze Altfrankens. Sie war ursprünglich Teil der Verbindung zwischen dem Kloster Altzella und dessen Besitzungen in Leubnitz-Neuostra und verband die Residenzstadt Dresden mit der wichtigen Bergbaustadt Freiberg. Im 18. Jahrhundert wurde sie zur Poststraße, von 1810 bis 1812 dann zur Chaussee ausgebaut. Die Coventrystraße nimmt seit deren Neubau den Großteil des Verkehrs auf. | weitere Bilder          |
| Kohlsdorfer Landstraße Lage  |            | Kohlsdorf |                    | Die Kohlsdorfer Landstraße ist Teil der Kreisstraße K 6240, die von Cossebaude über Oberwartha, Unkersdorf und Pennrich zur Stadtgrenze bei Pesterwitz führt. | Kohlsdorfer Landstraße  |
| Kohlsdorfer Weg Lage         |            | Kohlsdorf |                    | Der Kohlsdorfer Weg hieß früher Kohlsdorfer Straße. | Kohlsdorfer Weg         |
| Lindenweg Lage               |            | Linden, Pflanzengattung                                                                                            |                    | Der Lindenweg entstand 1998 im Zusammenhang mit dem Bau des Wohnparks „Altfrankener Höhe“. | Lindenweg               |
| Otto-Harzer-Straße Lage      |            | Paul Otto Harzer (1894–1949), von 1927 bis 1933 Bürgermeister Altfrankens                                          |                    | Die Otto-Harzer-Straße ist Teil des alten Kommunikationswegs von Gompitz über Altfranken nach Pesterwitz. Sie bindet den Dorfkern Altfrankens an die Kesselsdorfer Straße an und wurde in den 1960er und 70er Jahren mit Einfamilienhäusern bebaut. | Otto-Harzer-Straße      |
| Pesterwitzer Schulweg Lage   |            | Schulweg nach Pesterwitz                                                                                           |                    | Der Pesterwitzer Schulweg ist Standort des 1888 erbauten Altfrankener Schulhauses, das heute Wohnzwecken dient. Vor der Eingemeindung nur Schulweg. | Pesterwitzer Schulweg   |
| Rudolf-Walther-Straße Lage   |            | Rudolf Walther (1923–2020), Unternehmer                                                                            |                    | Die Rudolf-Walther-Straße wurde nach 1990 zur Erschließung des Altfrankener Gewerbegebiets angelegt. Da sich dort als größtes Unternehmen Möbel Walther ansiedelte, erhielt die Straße ihren Namen zu Ehren des Firmengründers. | Rudolf-Walther-Straße   |
| Ulmenweg Lage                |            | Ulmen, Pflanzengattung                                                                                             |                    | Der Ulmenweg entstand 1998 im Zusammenhang mit dem Bau des Wohnparks „Altfrankener Höhe“. | Ulmenweg                |